# Hydropsyche discreta
Hydropsyche discreta là một loài Trichoptera trong họ Hydropsychidae. Chúng phân bố ở miền Cổ bắc.